# サモリ・トゥーレ
サモリ・トゥーレ（Samori Ture/Samory Touré/Samori ibn Lafiya Ture、1830年頃 - 1900年6月2日）は、19世紀後半の西アフリカにサモリ帝国というイスラム国家を建国し、当時のフランスによる植民地主義と闘った国家指導者。敬虔なイスラム教スンニ派 の宗教指導者であり、軍事戦略家でもある。
フランスによる西アフリカの植民地支配に1882年から抵抗したが、1898年に捕らえられた。サモリ・トゥーレは、ギニア共和国の初代大統領アフメド・セク・トゥーレの曽祖父にあたる。

## 生い立ちと経歴
サモリ・トゥーレは1830年頃にマリンケ族のイスラム商人（ジュラ）の息子として、ギニアのカンカン地方で生まれた。サモリが成長した時代は、ヨーロッパとの交易などを通じた接触によって、西アフリカの変容が進んだ時期と重なっていた。ヨーロッパとの交易は一部のアフリカ諸国に富をもたらしたものの、銃器取引が伝統的な西アフリカの戦闘を一変させ、紛争が深刻になって死者が増えていくこととなった。そうした状況の中、トゥーレは若い頃にイスラム教に改宗した。
1848年、戦乱で母親がシセ族の捕虜にされてしまい、サモリは母親と自分との捕虜交換を申し出た。母親の解放と引き換えでサモリはシセ族に仕えることとなり、そこで銃器の扱いを学んだ。
やがて戦果で頭角を現すと、1861年に彼はケレティギ（戦争司令官）に任命された。トゥーレは、対立するシセ族とベレテ族の双方を保護するとの宣誓を立ててそこを治めた。彼は職業軍隊を創設すると、指揮官などの要職に自分の兄弟や幼なじみを就かせた。 

## 領土拡大
1864年、ニジェール川上流域を支配するトゥクロール帝国を建国したエル・ハジ・ウマル・トールが死去した。同国家の権力支配が喪失したことで、将官や現地の支配者たちが自分の国家を創設しようと戦った。
1867年までに、トゥーレはギニア高原 (Guinea Highlands) に拠点を置く軍隊の本格的な戦争司令官だった。トゥーレには大きな2つの目標があり、近代的な銃器を装備した効率的で忠実な戦闘軍隊を創設することと、安定国家を構築することだった。

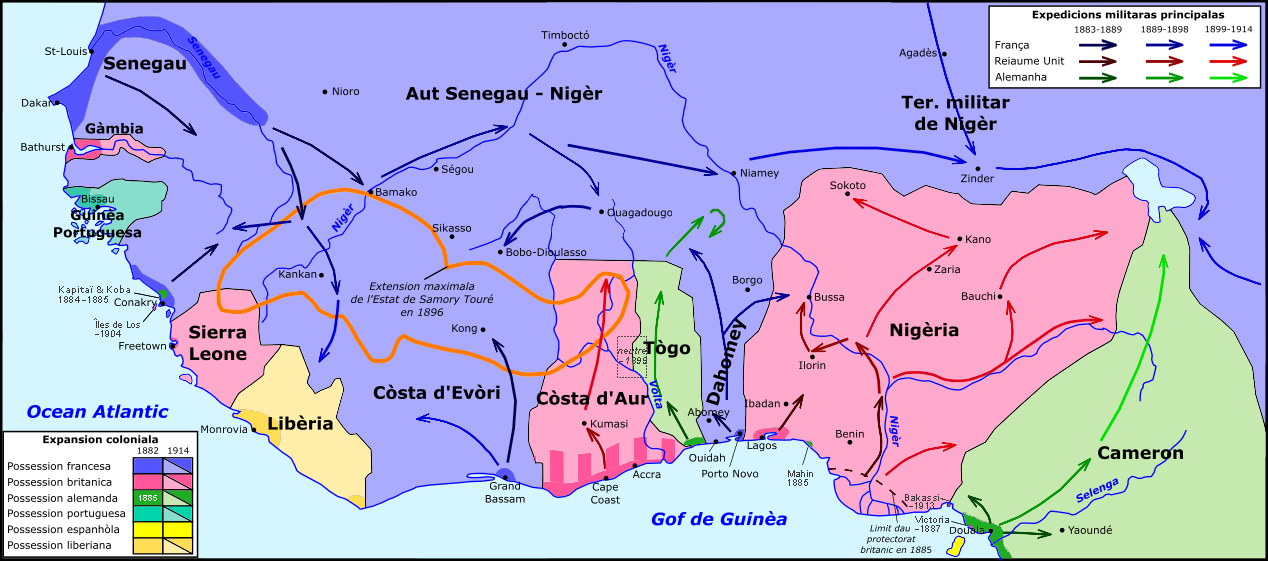
西アフリカのサモリ帝国（1896年頃）

1876年までに、サモリはシエラレオネの首都フリータウンにある英国植民地を通じて後装式ライフル銃を輸入していた。彼はブレ金鉱地区（現:マリとギニアの国境）を征服し、財政基盤を強化した。1878年までに、彼はサモリ帝国のファアマ（軍事指導者）を宣言するのに十分な強さになった。彼はビサンドゥグを首都にし、近隣のトゥクロールと政治的、商業的交流を始めた。
1881年、数々の闘争を経てトゥーレはカンカン地方の交易中心地ジュラ(Dyula)の支配権を確保した。カンカンはコーラナッツ貿易の中心地であり、全方位の交易ルートを支配する場所だった。1881年までに、サモリ帝国は現在のギニアやマリの領土を超えて、現在のシエラレオネからコートジボワール北部まで拡大した。
トゥーレは周囲にある多数の小さな部族国家を征服し、自身の外交的地位を確保するために働いた。彼はシエラレオネで英国植民地政権と定期的に連絡を取り合った。彼はまたフータ・ジャロン王国にいるフラニ族のイスラム教指導者（イマーム）と仕事上の関係を築いた。

## フランスとの緒戦
フランスは1870年代後半に西アフリカで勢力拡大していき、セネガルから東進してナイル川上流域にある現在のスーダンにまで到達した。彼らはコートジボワールにある拠点とルートを繋ごうと南東に向かおうとした。この行動がトゥーレとの直接衝突を起こすことになる。
1882年2月、フランスの遠征隊がケニエラを包囲していたトゥーレ軍の1部隊を攻撃した。トゥーレはフランス側を撤退させたが、同軍隊が指揮する規律と火力に驚いた。
幾つかの方法で彼はフランス側との対処に接した。まず、彼はリベリアとの通信ラインを確保するため南西に勢力拡大した。1885年1月、彼はシエラレオネの首都フリータウンにあるイギリス植民地に大使を派遣し、自分の王国をイギリスの庇護下に置くよう申し出た。この当時イギリスはフランスとの対立を望まなかったが、トゥーレに弾倉連発式ライフル銃の大量購入を許可した。
1885年にフランス遠征軍がブレ金鉱を占領しようとした時、トゥーレは反撃に出た。自軍を3つの戦車隊に分けてフランスの連絡線をかき乱し、彼らに即時撤退を余儀なくさせた。

## 戦争と敗北
サモリ軍は近代的な銃器を備えており、常設小隊の複雑な構造だった。同軍はソファ大隊（歩兵のマンディンカ族で、平時は奴隷）と騎馬大隊に分かれていた。サモリは1880年代後半には約3.5万人の歩兵部隊と3000の騎馬部隊を有しており、各々50からなる正規部隊での展開が可能だった。しかし、フランス側は彼にその地位を盤石にする時間を与えたくないと考えていた。
1891年3月、フランス軍がカンカンに直接攻撃を仕掛けた。自分の要塞がフランスの砲兵を止められなかったことを知り、トゥーレは計略戦争を始めた。孤立したフランスの隊列（例えば1891年9月のダバドゥグで）に勝利したにもかかわらず、トゥーレは王国の中核都市からフランス軍を追いやることに失敗した。1892年6月、フランス軍は少数精鋭部隊を率いてサモリ帝国の首都ビサンドゥグを占領した。別の打撃だが、イギリスは1890年のブリュッセル条約 (Brussels Conference Act of 1890) に従って後装式銃をトゥーレに販売するのを中止していた。 
トゥーレは作戦拠点を東に移し、ダバカラのバンダマ川とコモエ川に向かって進んだ。彼は避難する前に各地域を壊滅させる焦土作戦の方針を定めた。この策略はシエラレオネやリベリアといったトゥーレの近代兵器供給源を遮断してしまったが、それはフランス側の追撃を遅らせることにもなった。1893年の春以降、フランスは1880年代後半より英国商人から供給されていたトゥーレの武器源を部分的に遮断することに成功した。トゥーレは、フランスの利益を嫌って活動するガーナの植民地にいるイギリス人と交渉を試みたが、イギリスはフランスに対して直接介入しなかった。
彼はアシャンティ帝国と反植民同盟を築こうとしたが、アシャンティはイギリスに打ち負かされ、1897年にはトゥーレとイギリス兵士との間で戦いが起こった。他の反植民地軍の陥落（特にシカソではバベンバ・トラオレ王が自害）により、フランス植民地軍はトゥーレに対して集中攻撃を始めるようになった。1898年までに彼は自分の領土のほぼ全てを失い、コートジボワール西部の山に逃亡した。1898年9月29日、彼はフランスのアンリ・グロー将軍によって捕らえられ、ギニア南部への帰還要請も叶わずガボンに追放された。
1900年6月2日、トゥーレはヌジョレ近郊のオグエ川にある島で肺炎を患い、捕虜のまま死亡した。彼の墓は、ギニアの首都コナクリにあるグランドモスク庭園内のカマヤンヌ霊廟(Camayanne Mausoleum)である。

## 後世への影響
彼はフランス植民地軍に強く抵抗した例だと考えられており、多様な集団間での協働を打ち立てた点や戦争戦略で知られている。
彼の曾孫にあたるアフメド・セク・トゥーレは、1958年にギニア共和国が独立した後、同国の初代大統領に選出された。

## 大衆文化
- マッサ・マカン・ディアバテの1988年演劇『Une hyène à jeun（空腹のハイエナ）』は、ニジェールの左岸をフランスに割譲する1886年のケニエバ・クーラ条約にサモリ・トゥーレが署名する様子をドラマ化したものである。
- ギニアのベンベヤ・ジャズ・ナショナルというバンドは、1969年に発表した『Regard sur le passè』でトゥーレを称えた。このアルバムはマンディグ族ジェリ (Djeli) の伝統を引き出し、トゥーレの反植民地抵抗と建国を語る2つの壮大な録音で構成されている。
- 著作家タナハシ・コーツは、著書『世界と僕のあいだに』で息子の名前サモリの由来を説明する際トゥーレに言及している。
- コートジボアールのレゲエ界で著名なアルファ・ブロンディは、アルバム『Cocody Rock』に収録されたヒット曲「Bory Samory」でトゥーレを称えている。